# Историја Словачке

## Рана историја
На територији данашње Словачке први трагови човека потичу из палеолита. У 5. веку п. н. е. ово подручје настањују Келти, а потом се појављују Дачани, сарматски Јазиги и германски Маркомани и Квади. Крајем првог века п. н. е. до територије данашње Словачке продиру Римљани који граде утврђења на Дунаву. Германи су под вођством вође Маркомана Маробуда створили племенски савез са центром на територији данашње Чешке, чији се утицај проширио и на подручје данашње Словачке. Потом је на левој обали Дунава, са центром у данашњој југозападној Словачкој формирана краљевина на чијем је челу био Квад Ваније. Ова краљевина је била под римским утицајем. После маркоманских ратова у другом веку слаби римска власт. Од трећег до шестог века, на ово подручје надиру Свеби, Хуни, Готи, Ломбарди, Гепиди, Херули и Авари. Ломбарди су овде формирали своју државу која је заузимала територију данашње западне Словачке, западне Мађарске, Моравске и Доње Аустрије. Године 568. краљ Ломбарда Албоин се, са својим народом, преселио у северну Италију.

## Самова држава
Стари Словени се појављују на подручју данашње Словачке у 5. веку. Први познати словенски племенски савез био је Самова држава (623-658), који је обухватао и територију данашње Словачке. Ова држава је названа према франачком трговцу Саму, који је стао на чело Словена. Током Самове владавине Словени су водили многе ратове против Авара и увек су их поразили. Поред подручја данашње југозападне Словачке, Самова држава је обухватала и подручја данашње јужне Моравске, Доње Аустрије и северозападне Мађарске. Самово седиште се звало Вогастисбург, али његова тачна локација се не може утврдити. После Самове смрти, овај племенски савез се распао.

## Њитранска кнежевина
У првој половини 9. века постојала је натлеменска политичка творевина са седиштем у Њитри. Она се назива Њитранска или Прибинова кнежевина, по кнезу Прибини који је њоме владао. Центар ове кнежевине био је у данашњој југозападној Словачкој, али се она протезала све до Турца, доње Ораве, Поважја, Спиша, Гемера и Земплина. У Њитри је подигнута прва позната хришћанска црква на западнословенским просторима. Поред Њитре, значајни центри кнежевине били су Победим, Вишњи Кубин, Спишки Томашевци и Бреков.

## Велика Моравска
У суседству Њитранске кнежевине, на подручју данашње Моравске, створена је Моравска кнежевина, којом је владао Мојмир. Око 823. године, Мојмир је поразио Прибину и спојио две кнежевине у једну политичку целину познату као Велика Моравска или Великоморавска кнежевина. Прибина је побегао на југ, где је под патронатом Франачке државе добио део Паноније и формирао нову кнежевину познату као Кнежевина Доња Панонија.
Седиште великоморавских владара су можда биле Микулчице, док је Њитра била значајна као други центар кнежевине. Најзначајнији великоморавски владари били су Растислав (846-870) и Светоплук I (871-896). Светоплук је своју државу проширио све до Потисја, Малопољске, Чешке, Слезије и Лужичке Србије. После Светоплукове смрти 894. године, почело је постепено пропадање Велике Моравске. Светоплук је разделио државу између својих синова, међу којима су избили конфликти и неслагања. Кнежевину је угрожавала и најезда номадских племена Угара у Подунављу. Велика Моравска се распала око 907. године, а подручје данашње Словачке тада потпада под власт Угара.

## Угарска управа
Под угарску власт најпре су дошли најгушће насељени предели данашње југозападне Словачке, док су северније области дуже сачувале одређену самосталност. Према хроници Летопис Мађара из 13. века, у време угарског освајања је на подручју данашње западне Словачке владао чешки војвода Зобор. Тврди се да је он управљао Њитранском регијом, односно земљом између Ваха и Хрона, од Дунава до Мораве. Према наводима поменуте хронике, Угри су "победили Чехе и све Њитранске Словене". Словенско становништво, које се бавило релативно напредним занатством и пољопривредом, било је на вишем степену развоја него номадски Угри (Мађари). Мађари су од Словена преузимали напредније пољопривредне алатке и технике, као и словенске називе. Поред тога, Мађари су преузели и старије облике територијалне и управне организације од словенског становништва. Сама Угарска се од својих почетака формирала као мултиетничка хришћанска држава, у којој је званични, литургијски и језик образованих људи био латински. Словаци су стално представљали већину становништва дела Угарске познатог као Горња Угарска.

### Њитранско војводство
Угарска држава је у почетку била раздељена на области којима су управљали чланови владарске династије Арпада. Једна од тих области налазила се на територији данашње Словачке и имала је седиште у Њитри. Ово Њитранско удеоно или државинско војводство се сматра преживелим остатком из доба Велике Моравске. Војводство је обухватало читаву данашњу територију Словачке и део данашње северне Мађарске. У време Андраша I, оно је укључивало и Бихарску територију. За време трајања Њитранског војводства, у Њитри се изређало 17 државинских кнежева. Војводство је укинуто почетком 12. века од стране угарског краља Калмана.

### Период олигарха
У другој половини 13. века, у Угарској је ојачала моћ великих племићких породица, а неке велможе су покушавале да остваре потпуну еманципацију од краљевске власти. На подручју данашње Словачке најјачи племићи били су Матија Чак Тренчјански (на западу) и Омодеј Аба (на истоку). Матија Чак је постао моћан господар који је владао у 12 столица и 30 тврђава и понашао се као краљ. Подручје под његовом влашћу је укључивало око две трећине територије данашње Словачке. Имао је двор на Тренчјанској тврђави, где су чиновници, као на краљевском двору, закључивали међународне уговоре. Главно седиште му је, међутим, била Њитранска тврђава. Стварао је државу у држави и наступао као независан владар, а власт угарског владара је игнорисао. Такође је имао и своје вазале, којима је пружао заштиту. Територија под његовом влашћу називана је "Матијина земља", док је сам Матија у народном предању назван господарем Ваха и Татри. Породица Чак је била мађарског порекла, али је подручје на којем је Матија Чак владао било већином настањено словачким становништвом. Део литературе означио је Матију Чака као "некрунисаног краља Словачке". Матија Чак и Омодеј Аба су постали савезници против угарског краља Карла Роберта. Тиме је читаво подручје данашње Словачке, на одређено време, измакло контроли и надлежности угарског краља. 1312. године, Карло Роберт је поразио Омодеја, док се држава Матије Чака распала после његове смрти 1321. године.
На прелазу из 14. у 15. век, на подручју данашње Словачке најјачи племић је био Стибор из Стиборица, који је био пољског порекла. Њему је припадало 18 тврђавских имања и 300 села, а називали су га "господарем Поважја".

## Пољска управа
У 11. веку, пољски краљ Болеслав Храбри је заузео скоро цело подручје данашње Словачке и прикључио га Пољској. Међутим, Угарска је убрзо повратила контролу над тим територијама.

## Чешки утицаји
У 13. веку, чешки краљ Отакар I Пшемисл је успоставио контролу над Братиславом, да би је Угарска поново освојила 1291. године. У раздобљу 1428-1432. хуситска војска из Чешке је извршила неколико коњичких упада на подручје данашње Словачке и освојила више утврђених градова и тврђава.
У време борби за наследство угарског престола између пољског краља Владислава и Елизабете, удовице Албрехта Хабзбуршког, Елизабета је ангажовала чешког војног капетана Јана Јискру, који је на подручје данашње Словачке довео бројне плаћеничке чете бивших хуситских бораца и који је запосео велики део простора данашње Словачке. Јан Јискра је потом ушао у редове угарског племства и постао један од најутицајнијих људи у држави. Јискрини плаћеници били су лоцирани по читавом подручју данашње Словачке. Названи су "братницима", а у њихове редове је почело да улази и домаће становништво. Половином 15. века, на подручју данашње Словачке их је било око 15-20. хиљада. Период Јискриног деловања на подручју данашње Словачке (1440-1462) имао је значајан утицај на Словаке, с обзиром да су његове "братничке" гарнизоне већином чинили Чеси, етнички и језички блиски Словацима. У ово време се међу Словацима раширио и чешки књижевни језик.